# マンクス2

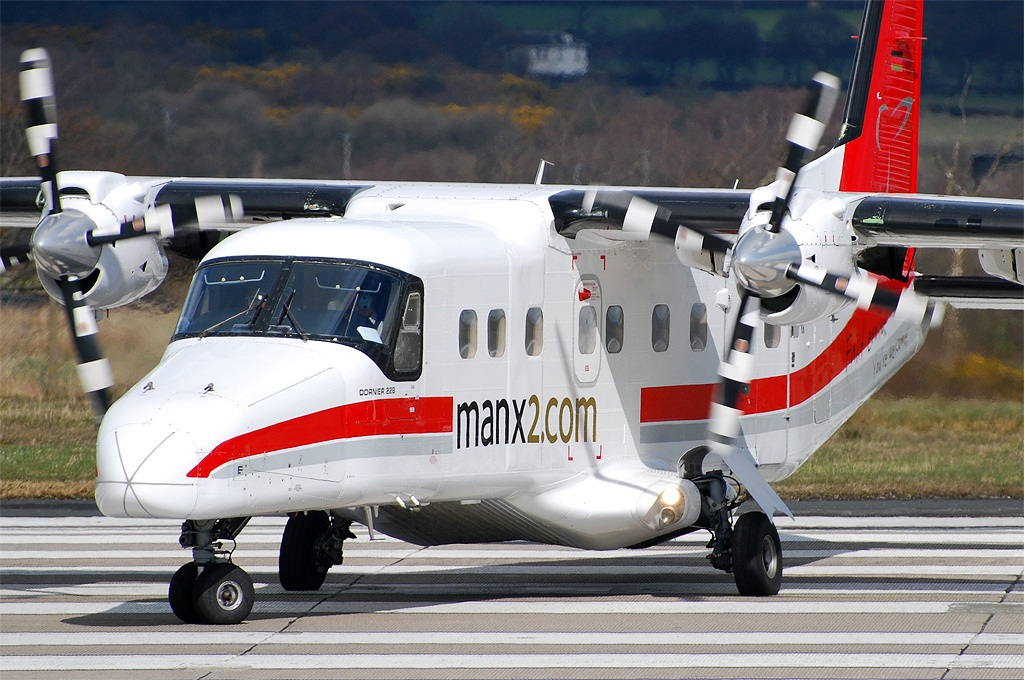
FLMアビエーションが所有するマンクス2塗装のドルニエ 228-202K

マンクス2（Manx2）は、マン島のマン島空港に拠点を置いていたヴァーチャル・エアラインである。ジョージ・ベスト・ベルファスト・シティ空港、ブラックプール空港、カーディフ空港およびマン島空港などを拠点として、運航・営業していた。運航はファン・エア・ヨーロッパ、FLMアビエーション、リンクスエアなどの多くの航空会社によって行われていた。2012年11月、マンクス2はシティウィングに事業を売却し、最終便は2012年12月31日に運航された。

## 歴史
マンクス2は2006年5月11日に設立され、同年7月15日に営業を開始した。マンクス2はチャンネル諸島の航空会社であるブルーアイランド航空を設立した組合により設立された。
2006年7月11日、新しい会社のコーポレートカラーで塗装されたL-410を最初のチャーター機として受領した。当初この航空機は、ブダペスト・エアクラフト・サービスがコールサインを"Base"、フライトコードを"BPS"として運航していたものであった。マンクス2は初の路線として、7月15日にはマン島空港からベルファスト国際空港、ブラックプール国際空港への就航を発表し、8月12日にはリーズ・ブラッドフォード空港への就航を発表した。
2006年9月、ジェットストリーム・エグゼクティブ・トラベルにより運航されるBAe ジェットストリーム 31を導入した。当初は1機のみが導入され、マン島 - リーズ間の便で運航された。
その後、フライトラインBCNのフェアチャイルド・スウェアリンジェン メトロライナーを加え、路線網は拡大しジョージ・ベスト・ベルファスト・シティ空港を含む形になった。ベルファストやブラックプールへの便は、ファン・エア・ヨーロッパによって19席のL-410が2機運用されていた。
2007年9月3日、マンクス2はスタバートンに位置するグロスターシャー空港への路線を開設した。グロスターシャー空港はバーミンガムやブリストルまで1時間以内の圏内に位置することから、Flybeのバーミンガム空港への路線と競合することになった。
2008年、マンクス2は2機のドルニエ 228を導入し、その年に約10万人もの乗客を運んだ。2009年には3機目のドルニエ 228を導入、同年には25万人目の乗客を達成したと発表した。また、主要路線であるブラックプール便を1日5便に増やし、ベルファスト便も増便すると発表した。
主要路線であるブラックプールへの路線では、ブラックプール空港で15日間の無料駐車場を設け、その後運航便が1日あたり10便に増やされた。そして、ジョージ・ベスト・ベルファスト・シティ空港が新しくハブ空港となり、マン島やコークへの便が増発された。また、リーズ・ブラッドフォードへの便も毎日運航していた。グロスターシャーへの便は平日の朝に運航し、2009年8月にはニューカッスル国際空港への便が開設された。また2010年5月にはカーディフ - アングルシー島間の便を運航するため、ウェールズ政府と7ヶ月間の契約を結び、その後契約は4年間延長された。
またゴールウェイ -ベルファスト、ゴールウェイ - マン島間での運航を開始。2010年9月にはベルファスト - コーク間での運航を1日2便としたが、マンクス2 7100便の事故後、2011年3月に運航停止となった。またマンクス2はフライトラインBCNによるリース契約を中止した。その後マンクス2はアイルランドから撤退し、ゴールウェイ - ベルファスト間での運航を停止した。
それに対し、ベルファスト - マン島間の運航は増加、グロスターシャー空港からベルファストへの路線を開設した。またマン島 - アングルス島間での季節限定路線も開始した。ロンドン・オックスフォード空港への路線開設を発表し、2012年5月から2013年1月まで運航された。
2012年11月22日、マネジメント・バイアウトによりマンクス2の事業はシティウィングに買収されたことが発表された。最終便は2012年12月31日に運航され、2013年1月1日からの便は全てシティウィングに引き継がれた。

## 就航都市
- マン島
  - ロナルズウェイ – マン島空港（ハブ空港）
- イギリス
  - アングルシー島 – アングルシー空港
  - ベルファスト – ジョージ・ベスト・ベルファスト・シティ空港（ハブ空港）
  - ブラックプール – ブラックプール空港（ハブ空港）
  - カーディフ – カーディフ空港（ハブ空港）
  - グロスター、チェルトナム – グロスターシャー空港（焦点都市）
  - リーズ、ブラッドフォード – リーズ・ブラッドフォード空港（2013年1月8日に就航停止[23]）
  - ニューカッスル・アポン・タイン – ニューカッスル国際空港
  - オックスフォード – オックスフォード空港（2013年1月8日に就航停止[23]）
- ジャージー
  - セントピーター – ジャージー空港

## 保有機材

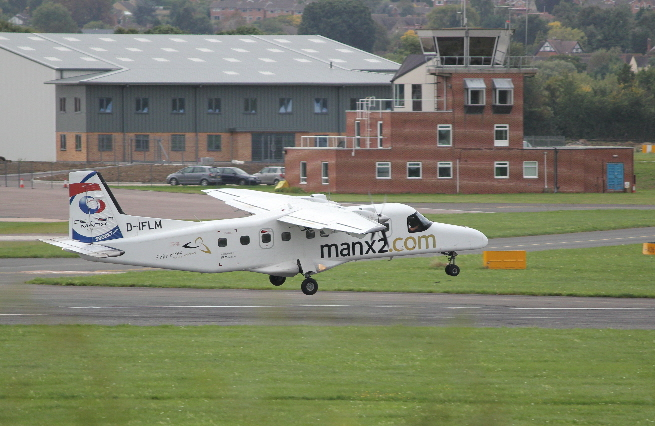
FLMアビエーションのドルニエ 228

マンクス2は自社の航空機は保有していなかった。しかし、ブランディングや広告などで宣伝し、他の航空会社によって運航される便の航空券をManx2.comで販売していた。

## 事故
- 2011年2月10日、ベルファスト発コーク行きのマンクス2 7100便（使用機材：フェアチャイルド・メトロIII、機体記号:EC-ITP）が視界が悪い中、コーク空港に3度目の着陸を試みた際、右に大きく傾き制御不能に陥り、右翼が滑走路に接触。機体は横転し滑走路脇の草原上で停止した。空港消防庁（AFS）による迅速な消火活動にもかかわらずパイロット2名を含む6名が死亡。4名の乗客が重傷を負い、2名は軽傷だった[24][25]。またこの機体はフライトラインSLが保有しており、マンクス2はフライトラインSLの航空運送事業許可（AOC）により運用していた[26]。
- 2012年3月8日、リーズ発ロナルズウェイ行きのマンクス2 302便（使用機材：BAe ジェットストリーム 3102、機体記号：G-CCPW）がリーズ・ブラッドフォード空港に着陸した際、右側の着陸ギアが折れ、機体が大きく損傷した[27]。12名の乗客と2名のパイロットに怪我はなかった[28]。またこの機体はリンクスエアが保有しており、運用者はマンクス2だった[29]。